# 董恺忱
董恺忱（1929年—），男，辽宁盘山人，中国农史学家、农经学家，曾任中国农业大学教授，国务院学位委员会第二届学科评议组成员。